# Eevi Huttunenová
Eevi Maria Huttunenová (23. srpna 1922 Karttula – 3. prosince 2015 Kuopio), provdaná Pirinenová, byla finská rychlobruslařka.
Od roku 1941 pravidelně startovala na finském mistrovství, odkud si během následujících 20 let odvezla 17 medailí, z toho 12 zlatých. Na Mistrovství světa poprvé závodila v roce 1948, kdy skončila pátá. Svůj jediný cenný kov ze světového šampionátu získala na Mistrovství světa 1951, které vyhrála. V následujících letech se výsledkově pohybovala těsně pod stupni vítězů, byla několikrát čtvrtá a pátá. Ve své poslední sezóně 1959/1960 zvítězila na finském šampionátu, na Mistrovství světa 1960 byla šestá a startovala na Zimních olympijských hrách 1960. Ve Squaw Valley byla třináctá na olympijské trati 500 m, devátá na 1000 m, čtrnáctá na 1500 m a v závodě na 3000 m získala bronzovou medaili. Celkem jedenáctkrát se v průběhu své kariéry stala mistryní Finska ve víceboji (1947, 1948, 1950–1955, 1957, 1959 a 1960).
Zemřela 3. prosince 2015 v Kuopiu ve věku 93 let.